# Örke
Örke är en by i Uppsala kommun, Skuttunge socken.
Orten är belägen mellan Skuttungeby och Björklinge. Landskapet är mestadels öppet åkerlandskap, med inslag av skog. Tidigare har traditionellt jordbruk bedrivits på ett flertal gårdar, men numera är de boende mestadels arbetspendlande till Uppsala. Kvarvarande jordbrukare använder sin mark antingen till hästverksamhet och endast en gård bedriver aktivt jordbruk med spannmålsodling som huvudsysselsättning. [källa behövs]
I anslutning till byn fanns tidigare fyra runstenar, av vilka två U 1118 och U 1121 ännu står kvar. U 1119 fanns på 1600-talet i byn men slogs sönder. Då Richard Dybeck besökte byn 1864 fanns delar av den i diket utmed byn. I U 1120 som redan på 1600-talet var skadad fanns i byn ännu 1728 då Olof Celsius dokumenterade stenen men har sedan försvunnit.